# Regresso
Regresso, dal latino regredior, nel significato di andare/ritornare ad una posizione precedente.

## Ambito giuridico
Nel linguaggio giuridico indica la possibilità del condebitore, di colui cioè che insieme ad altri è ugualmente responsabile e per l'intero di uno stesso adempimento nei confronti del medesimo creditore, di richiedere agli altri soggetti tenuti ad adempiere la rifusione di quanto pagato o adempiuto ed è strettamente connesso alla correlata azione giudiziale (azione di regresso).
Presupposto dell'azione di regresso è un credito (o adempimento di altra natura) vantato nei confronti di più debitori solidalmente responsabili per l'intero nei confronti del medesimo soggetto. Il creditore  in questo caso può rivolgere e soddisfare la propria pretesa anche nei confronti di uno solo, ovviamente il più solvibile, il quale è comunque tenuto ad adempiere per l'intero.
A sua  volta il debitore che ha pagato si pone nei confronti degli altri debitori a lui solidali come il nuovo creditore della medesima prestazione, detratta la sua quota parte.